# Esadecanolo deidrogenasi
La esadecanolo deidrogenasi è un enzima appartenente alla classe delle ossidoreduttasi, che catalizza la seguente reazione:
esadecanolo + NAD+ ⇄ esadecanale + NADH + H+
L'enzima di lievito opera sui substrati dal C8 al C16. L'enzima di Euglena inoltre ossida le corrispondenti aldeidi ad acidi grassi.